# Det vilda tänkandet
Det vilda tänkandet (franska originalets titel: La Pensée sauvage) är en bok i ämnet strukturell antropologi av den franske antropologen och filosofen Claude Lévi-Strauss, utgiven år 1962. Boken utgör en undersökning av strukturen i så kallade primitiva folks tänkande. Lévi-Strauss söker motverka myten om att de primitiva folkens tänkesätt skulle vara helt och hållet väsensskilt från de så kallade civiliserade individernas.